# Nannina de Médici
Lucrecia de Médici, conocida familiarmente como Nannina, (Florencia, 14 de febrero de 1448 - 14 de mayo de 1493), hija de Pedro de Cosme de Médici y de Lucrecia Tornabuoni, hermana de Lorenzo el Magnífico y Juliano de Médici.

## Biografía
Tuvo una educuación culta y refinada, aunque un poco más "medida" que la de sus hermanos varones Lorenzo y Juliano. Nannina era el nombre de con el que se conocía familiarmente a su bisabuela Piccarda Bueri.
De su juventud nos llegan al menos dos retratos: uno de Benozzo Gozzoli de la Capilla de los Magos del Palacio Medici Riccardi, donde aparece junto a sus hermanas en trajes masculinos de paje, y otro de Sandro Boticelli, en la Virgen del Magnificat donde sería el ángel que corona de la derecha a su madre representada como la Virgen.
Era muy querida por sus hermanos, fue también gracias a su prestigio que se casó el 8 de junio de 1466 con el letrado humanista Bernardo Rucellai. Su matrimonio quedó registrado en los anales de la historia por la magnificencia y opulencia de los festejos y banquete: fue celebrado en el Palacio Rucellai y de la rendición de cuenta de los proveedores que llegan a nuestros días, se conoce la enorme cantidad de víveres consumidos.
Junto a su marido compró los Huertos Oricellari, un famoso jardín donde se reunía la Academia platónica florentina. 
Tuvieron dos hijos, Palla y Juan. Murió en mayo de 1493.